# Romário Baró
Romário Manuel Silva Baró (sinh ngày 25 tháng 1 năm 2000) là một cầu thủ bóng đá người Bồ Đào Nha thi đấu cho FC Porto B ở vị trí tiền vệ.

## Sự nghiệp câu lạc bộ
Vào ngày 21 tháng 1 năm 2018, Baró có màn ra mắt cho FC Porto B trong trận đấu tại LigaPro 2017–18 trước Arouca.